# Gabriele Faccia
Gabriele Faccia er født i den italienske by Reggio nell'Emilia. Han graduerede fra Universitetet i Pisa med en kandidatgrad i Sport og anatomi med specialiseringen teorier og teknikker til atletisk træning i fodbold. Han er til daglig ansat som fysisk træner hos den danske fodboldklub Vejle Boldklub.